# ファシディウム雪腐病菌

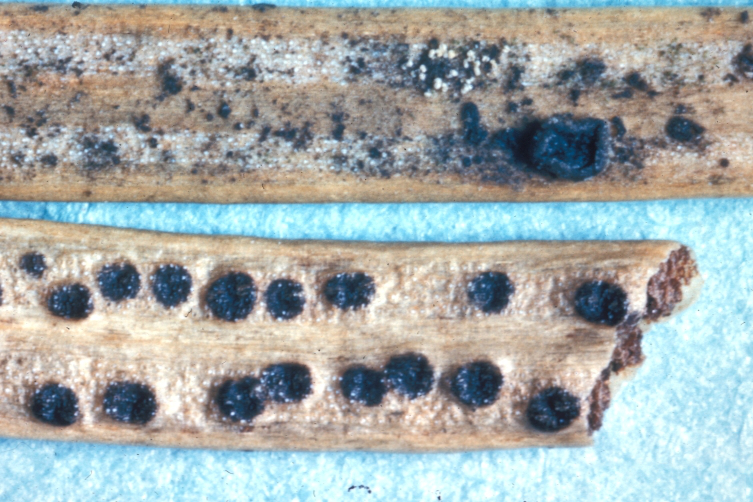

ファシディウム雪腐病菌（ファシディウムゆきぐされびょうきん、Phacidium abietis）は子のう菌類の一種。ファシディウム菌科。エゾマツ、トドマツなどに秋から冬に発生し、葉が淡褐色から赤褐色となる。